# Мілянка
Мілянка (рум. Mileanca) — село у повіті Ботошані в Румунії. Входить до складу комуни Мілянка.
Село розташоване на відстані 408 км на північ від Бухареста, 38 км на північ від Ботошань, 123 км на північний захід від Ясс.

## Населення
За даними перепису населення 2002 року у селі проживали 1812 осіб, з них 1810 осіб (99,9%) румунів. Рідною мовою 1810 осіб (99,9%) назвали румунську.